# River Earn
Der River Earn (schottisch-gälisch Uisge Èireann) ist ein rechter Nebenfluss des Tay in Schottland.

## Flusslauf
Der River Earn fließt bei St Fillans aus dem Loch Earn und durch Strathearn, dann nach Osten und Süden, bis er bei Abernethy in den River Tay mündet. Der River Earn ist etwa 74 km lang und fließt durch Comrie, empfängt von links den Pow of Inchaffray, erreicht vier Kilometer unterhalb davon Crieff und später Bridge of Earn, wo ihn die A912 road überquert. Östlich der Stadt unterquert er den M90 motorway. Zu seinen Nebenflüssen gehört auch der rechtsseitige River Farg.
Der Fluss fließt sehr schnell, hat viele Untiefen und ist auch für kleine Boote nicht schiffbar. Das ihn umgebende Land ist flach und wird gelegentlich überflutet. Der River Earn ist beliebt bei Anglern, zumeist wird ein Angelschein benötigt. Nahe des Flusses lag einst das römische Kastell Strageath (Gask Ridge Limes), das die Römer im 1. Jahrhundert n. Chr. bei ihrem Vorstoß in den Norden angelegt hatten.